# Rocanrol (álbum)
Rocanrol es el sexto disco del grupo de rock madrileño Porretas. Fue publicado en el año 1998.

## Lista de canciones
1. Condemor
2. W.C.
3. Trifulca En La Pocilga
4. Simplemente Es Asín
5. Jamón, Queso, Pan Y Vino
6. Ir Sin Nada
7. Compadre Ramires
8. Joder Qué Cruz
9. El Limpiabotas
10. Buenrollito
11. Guonderbra
12. Que Te Pires
13. Rocanrol
14. Exterminio (El último Punki)

## Formación
- Rober: voz y guitarra.
- El Bode: guitarra.
- Pajarillo: bajo y voz.
- Luis: batería.